# Анна Болецька
Анна Болецька (пол. Anna Bolecka), до шлюбу Сікорська (нар. 20 червня 1951 р. у Варшаві) — польська дитяча письменниця.

## Життєпис
Закінчила факультет польської філології Варшавського університету. Працювала редакторкою сучасної польської літератури у видавництві «Czytelnik». У літературних колах дебютувала в 1989 році романом «Лети на небо», присвяченому дитячій уяві та самобутності. Наступний роман — «Білий камінь» (1994) — присвячений географічним та ментальним кордонам, де Болецька відтворила історію життя свого прадіда, отримав Премію імені Владислава Реймонта, а ще один — Шановний Франц (1999) — герої якого є персонажами, пов'язаними з Францом Кафкою — нагороду ПЕН-Клубу та звання «Найкраща книга жовтня 1999 року» Варшавської літературної премії. Її останній роман — «Концерт д'Аморе» (2004) — розповідає про різні види кохання, й події відбуваються у Варшаві.
Анна Болецька також є авторкою:
- роману для молоді Latawce (2002),
- роману Uwiedzeni (2009)
- повісті Cadyk i dziewczyna (2012)[2]

Анна Болецька — одна з польських письменників, чиї твори перекладають найчастіше. Її книги перекладені німецькою, французькою, данською, голландською та португальською мовами.